# Aulacocyclus edentulus
Aulacocyclus edentulus là một loài bọ cánh cứng trong họ Passalidae xuất hiện ở Úc.

## Hình ảnh

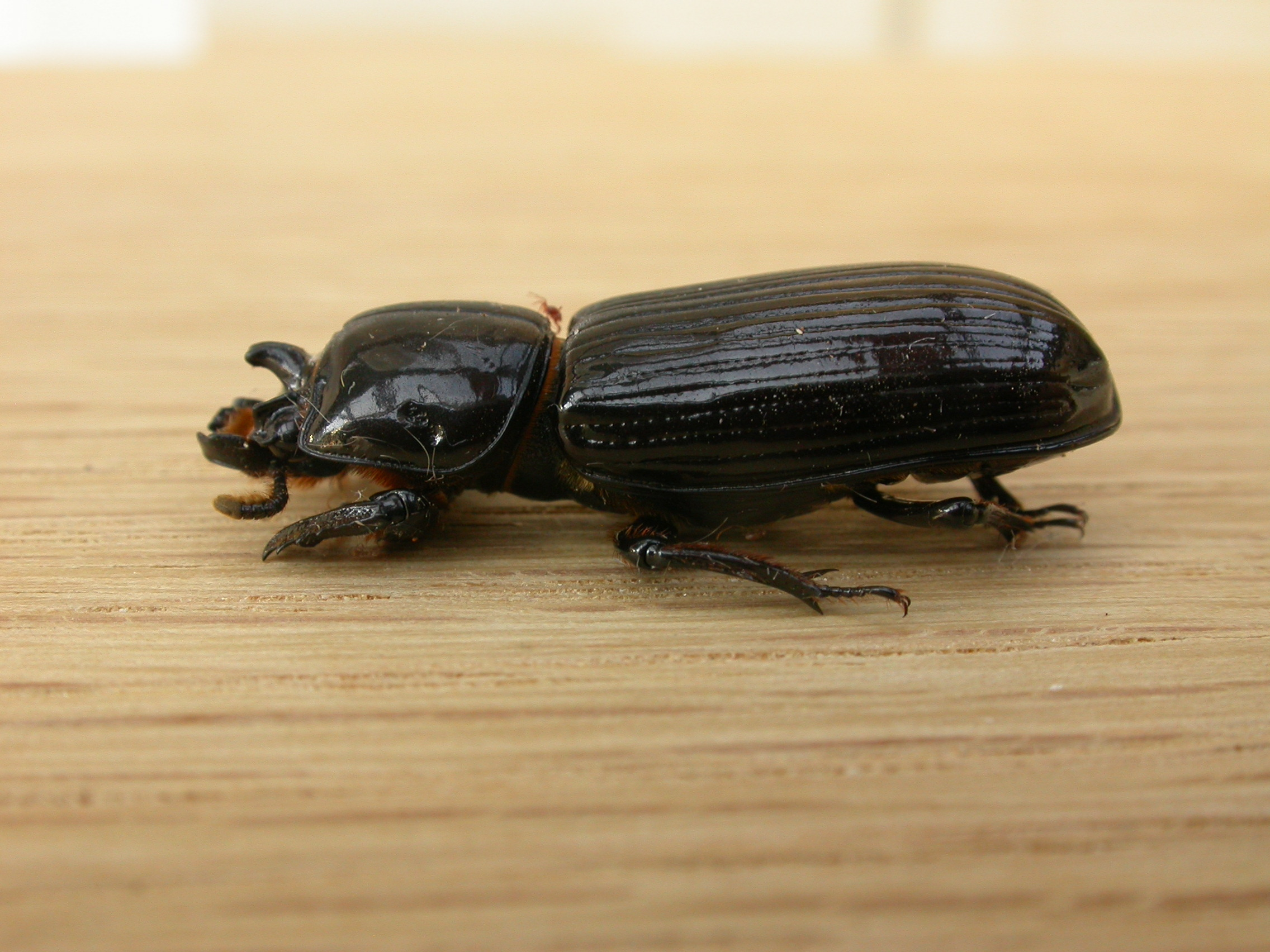
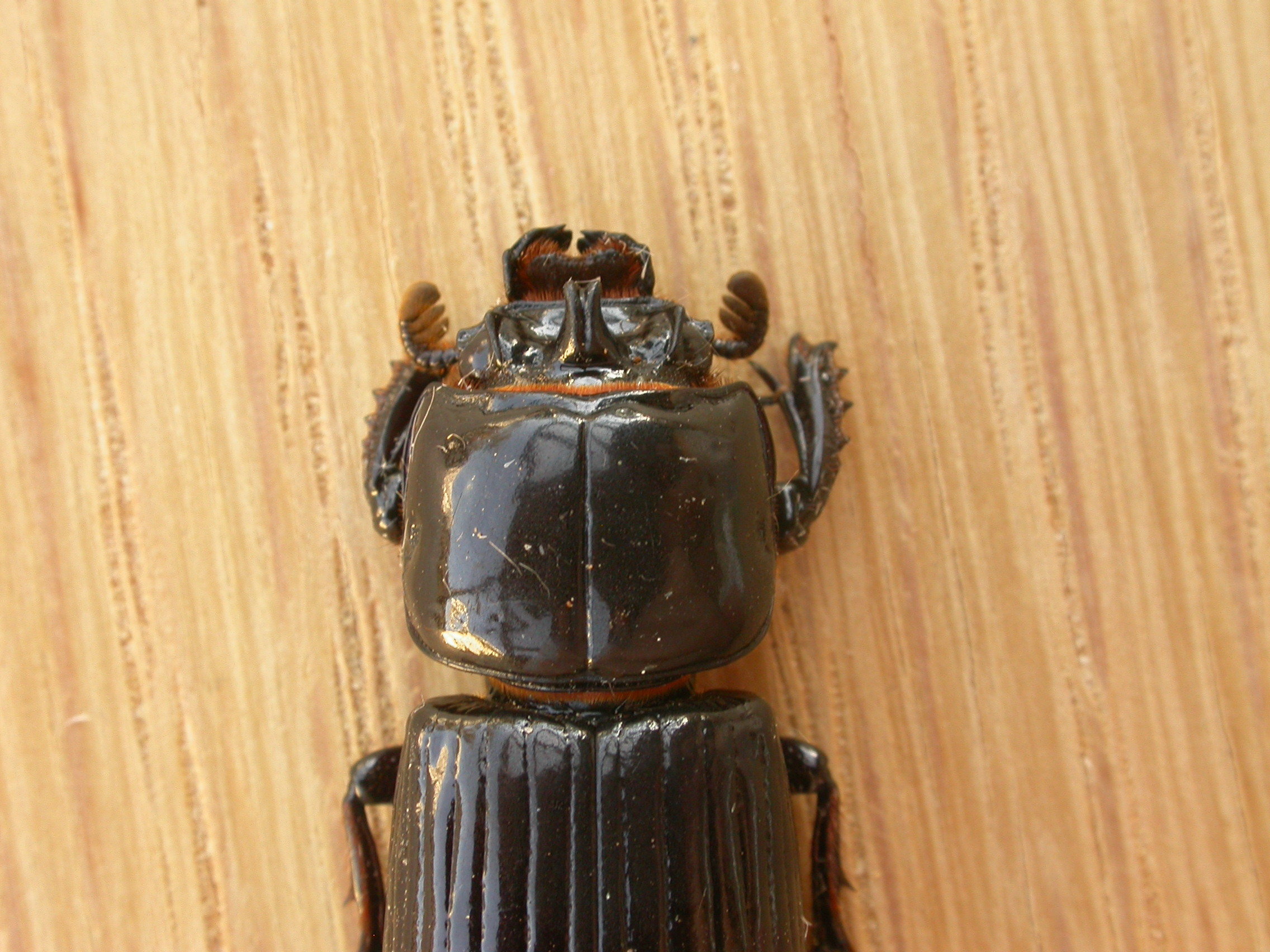
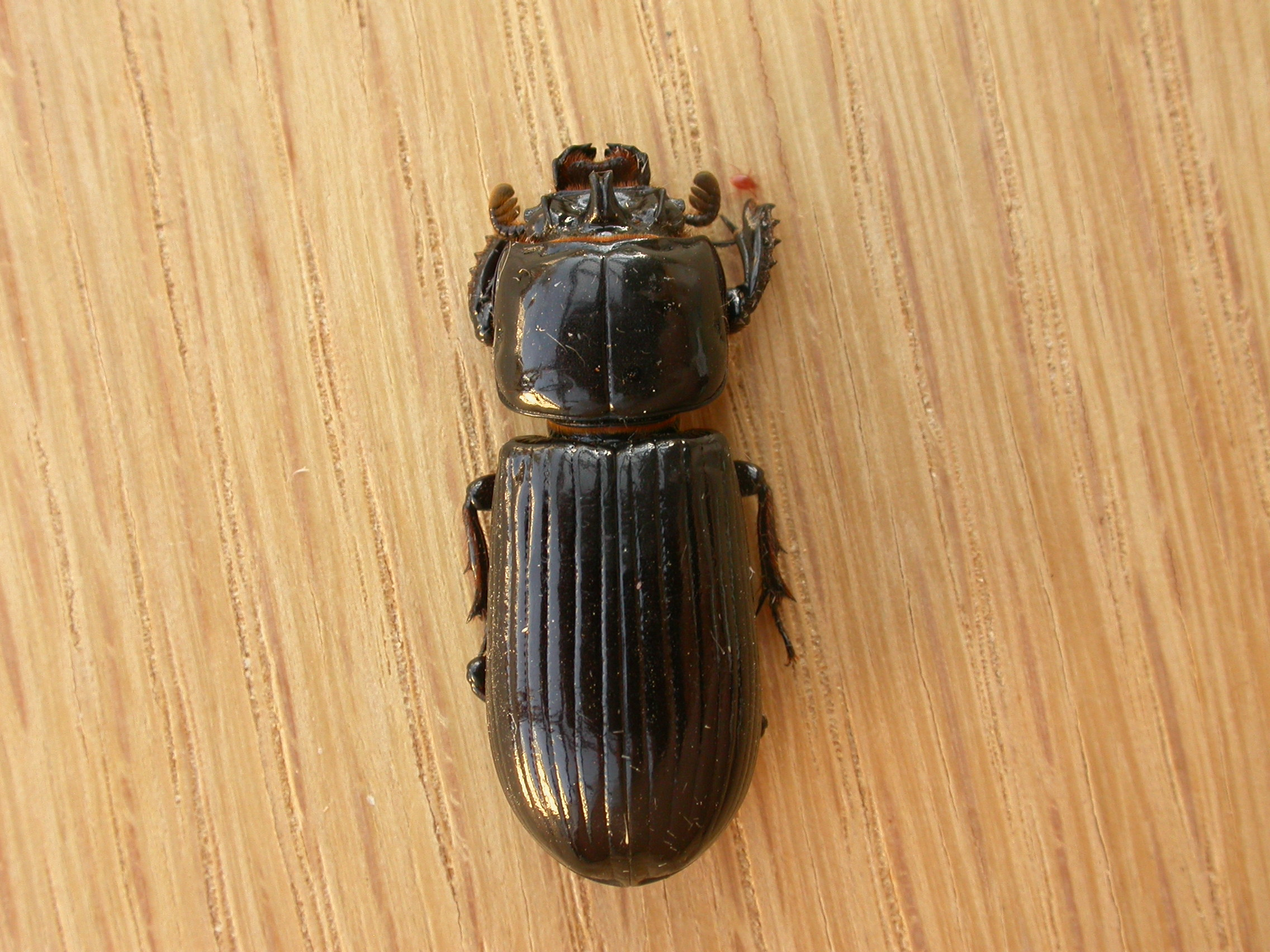
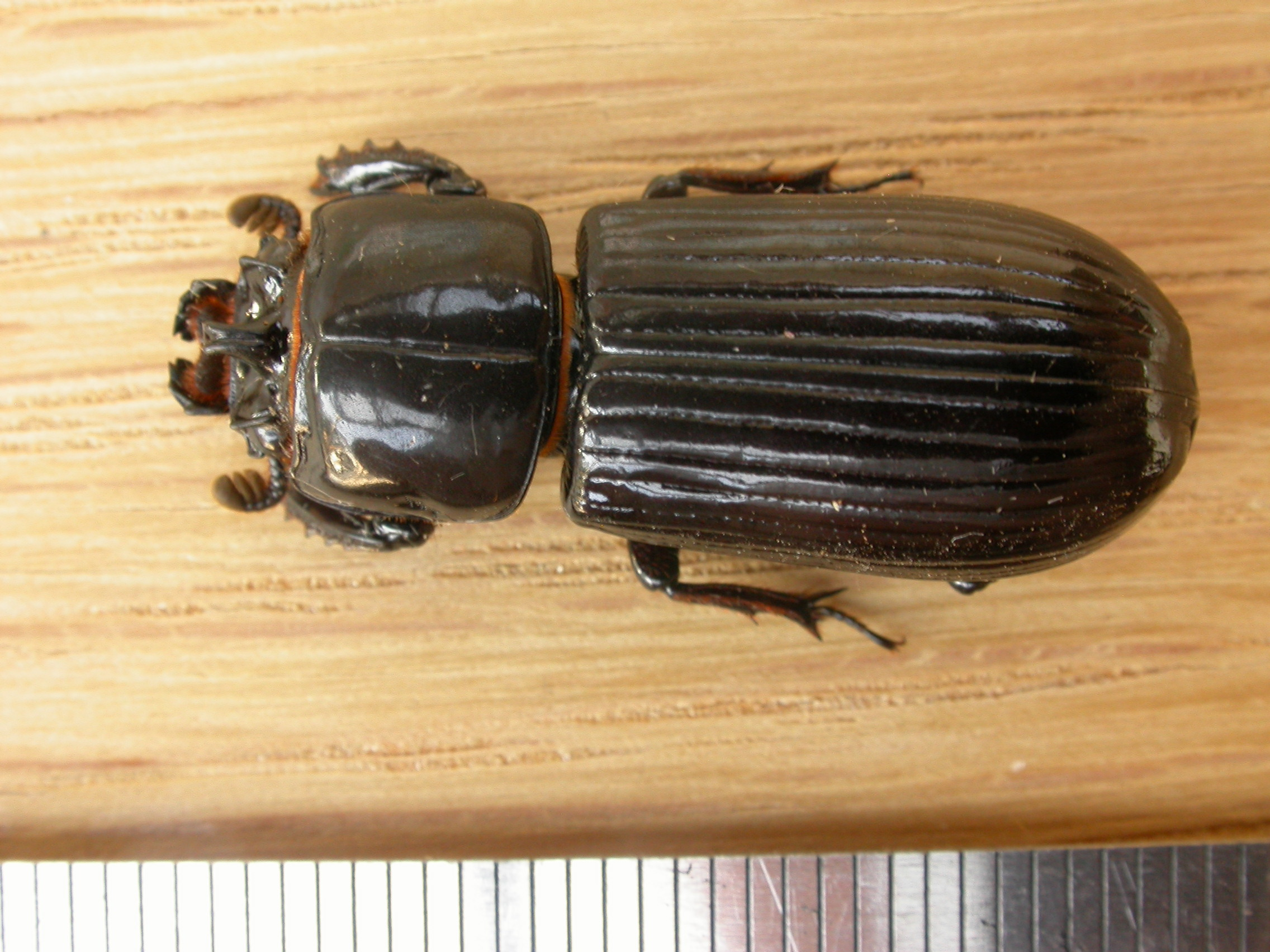